# Pisgah (Alabama)
 Pisgah, Alabama és una població dels Estats Units a l'estat d'Alabama. Segons el cens del 2000 tenia 706 habitants.

## Demografia
Segons el cens del 2000, Pisgah tenia 706 habitants, 294 habitatges, i 206 famílies. La densitat de població era de 56,8 habitants/km².
Dels 294 habitatges en un 32% hi vivien nens de menys de 18 anys, en un 54,8% hi vivien parelles casades, en un 12,2% dones solteres, i en un 29,6% no eren unitats familiars. En el 28,9% dels habitatges hi vivien persones soles el 15% de les quals corresponia a persones de 65 anys o més que vivien soles. El nombre mitjà de persones vivint en cada habitatge era de 2,4 i el nombre mitjà de persones que vivien en cada família era de 2,95.
Per edats la població es repartia de la següent manera: un 25,4% tenia menys de 18 anys, un 9,3% entre 18 i 24, un 28,9% entre 25 i 44, un 20,4% de 45 a 60 i un 16% 65 anys o més.
L'edat mediana era de 36 anys. Per cada 100 dones hi havia 87,3 homes. Per cada 100 dones de 18 o més anys hi havia 82,4 homes.
La renda mediana per habitatge era de 28.750 $ i la renda mediana per família de 36.250 $. Els homes tenien una renda mediana de 26.146 $ mentre que les dones 17.917 $. La renda per capita de la població era de 14.503 $. Aproximadament el 9,5% de les famílies i el 10,4% de la població estaven per davall del llindar de pobresa.

## Poblacions més properes
El següent diagrama mostra les poblacions més properes.